# Désorganisation de malfaiteurs
Pour plus de détails, voir Fiche technique et Distribution.
Désorganisation de malfaiteurs (Disorganized Crime) est un film américain réalisé par Jim Kouf, sorti en 1989.

## Fiche technique
- Date de sortie :
  - États-Unis : 14 avril 1989

## Distribution
- Hoyt Axton (VF : Christian Pélissier) : le shérif Henault
- Corbin Bernsen (VF : Bernard Tixier) : Frank Salazar
- Rubén Blades (VF : Roger Bret) : Carlos Barrios
- Fred Gwynne (VF : Daniel Sarky) : Max Green
- Ed O'Neill (VF : Daniel Gall) : le détective George Denver
- Lou Diamond Phillips (VF : Nicolas Marié) : Ray Forgy
- Daniel Roebuck : le détective Bill Lonigan
- William Russ (VF : Yves-Marie Maurin) : Nick Bartkowski
- Jeff Duus (VF : Jean-Michel Farcy) : le conducteur du camion
- Noah Keen (VF : Jean-Michel Farcy) : le fermier
- Dena Dietrich (VF : Françoise Fleury) : le juge D. Greenwalt